# Nouveau calvinisme
Ne doit pas être confondu avec Néo-calvinisme.
Le nouveau calvinisme est un courant théologique et mouvement au sein du christianisme évangélique conservateur qui adhère aux principes fondamentaux de la Réforme calviniste du XVIe siècle, tout en cherchant au départ à les intégrer dans une perspective contemporaine, notamment la culture.

## Histoire
Les origines du mouvement commencé à émerger dans les années 1980, avec la fondation du Council on Biblical Manhood and Womanhood en 1987 aux États-Unis, qui souligne la complémentarisme entre l’homme et la femme (en opposition au féminisme). L’enseignement de la théologie de l'alliance (en opposition au dispensationalisme) et de la gouvernance synodale dans l’Église sont également des caractéristiques du mouvement.
La conférence Ensemble pour l’Évangile (Together for the Gospel) organisée à Louisville (Kentucky) en 2006, par les pasteurs américains John Piper, Mark Driscoll, Matt Chandler, Al Mohler, Mark Dever et CJ Mahaney a contribué au développement du mouvement. La fondation de l'organisation The Gospel Coalition en 2007, par Tim Keller et Don Carson a également été un élément central. Le magazine Time a décrit en 2009 le néo-calvinisme comme l'une des « dix idées en train de changer le monde », citant la croissance mesurée mais importante du mouvement, tout en s'interrogeant sur l'avenir du mouvement, à savoir si "plus de chrétiens à la recherche de sécurité, soumettront leur volonté au Dieu rigoureusement austère de l'enfance de leur pays".

## Controverses
Des spécialistes en sciences sociales ont critiqué le mouvement pour son exclusivisme et son culte de la personnalité,,.
Des calvinistes orthodoxes ont critiqué la promotion de croyances individualiste au détriment de l'Évangile.
Des chrétiennes ont souligné la place controversée du ministère pastoral féminin et de la femme au nom de la « complémentarité chrétienne » dans le mouvement.